# Мониторы типа «Эребус»
Мониторы типа «Эре́бус» (англ. Erebus Class Monitor) — серия из двух мониторов Королевских ВМС Великобритании. Корабли этого типа, «Эребус» и «Террор», рассматривались как наиболее мощные британские мониторы. Оба активно участвовали в Первой и Второй мировой войнах.

## Представители
| Название        | Верфь                    | Закладка        | Спуск на воду | Вступление в строй | Судьба                                                                        |
| --------------- | ------------------------ | --------------- | ------------- | ------------------ | ----------------------------------------------------------------------------- |
| «Эребус» Erebus | Harland & Wolff, Глазго  | 12 октября 1915 | 19 июня 1916  | 02 сентября 1916   | Списан в 1946, утилизирован в 1947                                            |
| «Террор» Terror | Harland & Wolff, Белфаст | 26 октября 1915 | 18 мая 1916   | 06 августа 1916    | Затонул 24 февраля 1941 после повреждений в результате удара немецкой авиации |

## Постройка
Заказ на постройку мониторов поступил в 1915 году под влиянием опыта неудачной для флотов Антанты Дарданелльской операции, во время которой остро ощущалась нехватка специализированных кораблей для обстрела береговых целей. Мониторы данного типа предназначались для действий специально против германских позиций на бельгийском побережье.
«Эребус» и «Террор» были заложены на верфях фирмы «Харленд и Вулф» — первый в Говэне (район Глазго), второй в Белфасте в октябре 1915 года. Вооружение мониторов было весьма мощным. Главный калибр составили два 381-мм орудия модели Mk I в башне, вспомогательный — два 152-мм орудия в каземате. Башня была установлена на высоком барбете, что давало возможность увеличить угол возвышения орудий для увеличения дальности стрельбы. Предполагалось, таким образом, что орудия получат дальность, превосходящую досягаемость немецких 380- и 280-мм береговых орудий на побережье Фландрии. По данным ведущего британского справочника «Джейнс», дистанция боя орудий «Эребуса» и «Террора» достигала 40 тысяч ярдов (примерно 36 560 м). Башня главного калибра находилась немного впереди миделя. Каземат с 152-мм орудиями был расположен в центральной части корабля. Боевая рубка была низкой и, располагаясь впереди башни, оказывалась в зоне действия дульных газов 381-мм орудий. Посты наблюдения и корректировки были вынесены на треногую мачту. Бронирование мониторов было достаточно мощным: лоб башни до 330 мм, барбет 203 мм. Полный бортовой броневой пояс отсутствовал, но погреба были защищены 102-мм плитами; переборки и палуба были также забронированы.

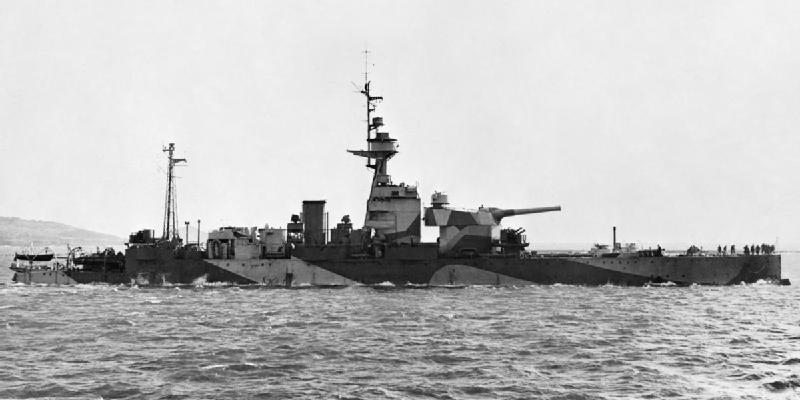
«Эребус» в 1944 году

Особое внимание было уделено подводной защите. Корабли получили систему булей (дополнительных продольных полых наделок на бортах) по всей длине корпуса. Внешний отсек каждого буля был пустым (заполнен воздухом), а внутренний, примыкавший к корпусу, заполнялся водой. Були были разделены поперечными переборками на 50 отсеков.
Мониторы получили двухвальную паровую машину тройного расширения с нефтяным отоплением котлов «Бабкок и Уилкокс». При испытаниях «Эребус» развил ход 14,1 узла при мощности машины в 7244 л. с., «Террор» — 13,1 узла при мощности в 6235 л. с. Эти корабли стал одними из самых крупных мониторов — полное водоизмещение значительно превысило 8 тыс. тонн.

## История службы
После ввода в строй оба монитора активно действовали у бельгийского побережья. В октябре 1917 года оба они получили значительные боевые повреждения — «Террор», атакованный немецкими миноносцами, был поражен тремя торпедами, но остался на плаву. «Эребус» стал известен как первый в истории корабль, против которого было успешно применено телеуправляемое оружие, но попавший в него немецкий катер с зарядом взрывчатого вещества не нарушил водонепроницаемости корпуса за пределами булей. После войны «Эребус» был оборудован для учебных целей, но принял участие в походе английских сил, прикрывавших интервенцию в Россию в 1919 году.
В период между мировыми войнами оба монитора оставались на активной службе. Начало Второй мировой «Террор» застал в Сингапуре, «Эребус» же, также планировавшийся к отправке в колонии, в то время стоял на докомплектации. Корабли самым активным образом участвовали в войне на различных театрах. «Террор» погиб 24 февраля 1941 года на Средиземном море, во время действий по прикрытию британского контрнаступления в Ливии. Он был атакован немецкой авиацией, получил повреждения подводной части и вскоре затонул во время буксировки. «Эребус» находился в 1942 году на Индийском океане, где попал под удар японских самолётов в Тринкомали, затем был направлен на Средиземноморский театр. Он исключительно активно и с высокой эффективностью действовал при поддержке англо-американских войск в Италии и Франции. «Эребус» был также в числе кораблей, поддерживавших высадку в Нормандии в июне 1944 года. После войны корабль вновь было решено отправить на Восток, но в 1946 году он был списан.

## Оценка проекта
В целом, несмотря на ряд недостатков, мониторы типа «Эребус» считались одними из наиболее мощных (если не самыми) кораблей своего класса в Королевском флоте времён Первой мировой. Они отличались хорошей для кораблей своего класса мореходностью и были способны свободно маневрировать при действиях у берега — другим мониторам во время приливно-отливных течений и сильных ветров близ побережья Фландрии обычно приходилось становиться на якорь, чтобы их не снесло на берег. Скорость хода этих мониторов, принимая во внимание значительную ширину их корпуса относительно длины, была, как подчеркивали специалисты, поразительно высокой. Мощное артиллерийское вооружение кораблей в сочетании с чрезвычайно большой дальностью стрельбы орудий главного калибра делали их грозным оружием против береговых целей. Вместе с тем, адмирал Бэкон, командовавший Дуврским патрулём, отмечал, что в случае атаки германских миноносцев корабли этого типа смогли бы вести по ним огонь лишь из одного 152-мм орудия с борта, минимальная же дальность стрельбы 381-мм орудий составляла около 1800 метров.
Хорошо проявила себя система подводной защиты корпуса. «Эребус», атакованный немецким радиоуправляемым катером, выдержал подводный взрыв 230-килограммового заряда, но получил лишь среднее повреждение и самостоятельно вернулся в базу. «Террор», получивший сразу три торпедных попадания (из которых два — за пределами системы булей), не только не затонул, но даже не утратил хода. Тем не менее, некоторые источники указывают, что эффективность подводной защиты «Эребуса» и «Террора» оказалась значительно ниже расчётной.